# Humberto Rodríguez
Humberto José Rodríguez Calderón, más conocido como El Gato (Bogotá, 3 de agosto de 1968), es un animador, periodista, publicista, presentador y locutor colombiano. Actualmente es el animador y presentador del show humorístico más importante en la historia de la televisión colombiana, llamado Sábados felices.

## Biografía
Humberto Rodríguez Calderón «El Gato» se ha distinguido por ser un popular animador en la radio y la televisión colombiana. Graduado de Comunicación Social y Periodismo en 1996 de la Universidad Jorge Tadeo Lozano y tuvo sus inicios en la radio en la década de los 90 como presentador de la emisora La Mega de RCN Radio del exitoso programa La Hora del Gato. Después pasó a Radioacktiva de Caracol Radio, donde presentó el programa El color de la noche de baladas americanas y en Caracol Estéreo (hoy La W) programas como VivaFM y La Noche Fantástica. En televisión fue locutor comercial de la programadora Cenpro Televisión, que era adscrita a la Fundación Social. También presentó programas como TV despertador y el magacín juvenil Zoom para la programadora Programar Televisión. 
De regreso a la televisión estuvo en el canal privado Caracol Televisión, donde presentó el reality Tengo una ilusión en compañía del padre Alberto José Linero Gómez, sacerdote eudista del Minuto de Dios. Además estuvo en Citytv canal bogotano de la Casa Editorial El Tiempo. Ahí fue donde el 30 de enero de 2011 Citytv le rindió homenaje al periódico bogotano El Tiempo en sus 100 años de fundación.
Fue copresentador del magacín de la prensa rosa Mundo Hola, junto a la venezolana Michelle Badillo, transmitido a través del canal por suscripción ¡Hola! TV.
Actualmente es animador y presentador del show humorístico y récord Guinness más importante de la televisión colombiana producido por Caracol Televisión llamado Sábados felices. Es productor y conductor de su podcast El Poder de la Música.

## Vida personal e imagen pública
Contrajo matrimonio con Verónica Segueria y es padre de dos hijas: Mia y Eva. Tiene dos hermanas mayores.